# IC 3603
IC 3603 ist eine Elliptische Galaxie vom Hubble-Typ E3 im Sternbild Coma Berenices am Nordsternhimmel. Sie ist schätzungsweise 617 Millionen Lichtjahre von der Milchstraße entfernt und hat einen Durchmesser von etwa 75.000 Lichtjahren.
Im selben Himmelsareal befinden sich u. a. die Galaxien NGC 4595, IC 3601, IC 3621, IC 3622.
Das Objekt wurde am 7. Mai 1904 vom US-amerikanischen Astronomen Royal Harwood Frost entdeckt.